# دالان ترامپ
دالان ترامپ، که رسماً «مسیر ترامپ برای صلح و رفاه بین‌المللی» یا «TRIPP» نامیده می‌شود، به یک گذرگاه راهبردی ترابری تازه‌تأسیس از طریق ارمنستان اشاره دارد که با میانجیگری رئیس‌جمهور آمریکا، دونالد ترامپ، به عنوان بخشی از یک توافق صلح تاریخی بین ارمنستان و جمهوری آذربایجان ایجاد شده است. توافق برای ایجاد این گذرگاه که در ۸ اوت ۲۰۲۵ امضا شد، جزء کلیدی توافقی است که با هدف پایان دادن به دهه‌ها درگیری بین دو کشور انجام شده است.

## تاریخ

ارمنستان و جمهوری آذربایجان

از سال ۱۹۱۸، ارمنستان و جمهوری آذربایجان درگیر یک سری اختلافات ارضی بوده‌اند که منجر به چندین جنگ، از جمله دو جنگ از سال ۱۹۸۸ به این سو، شده است. آخرین جنگ در سال‌های ۲۰۲۰ تا ۲۰۲۳ رخ داد که منجر به دستاوردهای ارضی برای جمهوری آذربایجان شد.
یکی از مناطق مورد مناقشه، خط ارتباطی ۳۲ کیلومتری (۲۰ مایلی) بین جمهوری آذربایجان و نخجوان بود. اگرچه این منطقه متعلق به ارمنستان است، اما جمهوری آذربایجان آن را بسیار مهم می‌دانست که به ارمنستان اجازه دهد به تنهایی آن را کنترل کند، و تهدید کرد که آن را به زور پس خواهد گرفت. ارمنستان بین جمهوری آذربایجان و متحد آن یعنی ترکیه، محصور در خشکی است.
توافق ۲۰۲۵ با میانجیگری استیو ویتکاف، فرستادهٔ ویژهٔ ترامپ، که در اواخر فوریه از منطقه بازدید کرد، حاصل شد. پس از آن، نمایندگان ایالات متحدهٔ آمریکا پنج سفر دیگر نیز به منطقه داشتند. سناتور آمریکایی، استیو دینز در سفر ماه مه به هر دو کشور شرکت داشت.
پس از امضای توافق‌نامه، دولت ایالات متحدهٔ آمریکا، تماس‌هایی از سه شرکت آمریکایی که علاقه‌مند به بهره‌برداری از این مسیر بودند، دریافت کرد.

## ویژگی‌های کلیدی گذرگاه ترامپ

### هدف و اتصال

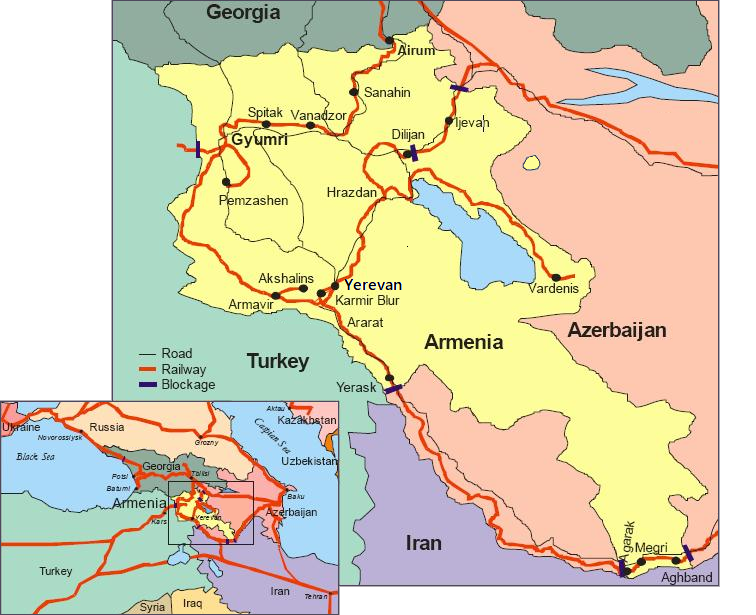
نقشهٔ راه‌آهن منطقه. خط آهن مسدود شده فعلی در جنوب ارمنستان، جمهوری آذربایجان و نخجوان را به هم متصل می‌کند.

این ‌گذرگاه، سرزمین اصلی آذربایجان را به منطقه برون‌بومی نخجوان آن متصل می‌کند که توسط یک قطعه ۳۲ کیلومتری (۲۰ مایلی) از خاک ارمنستان از هم جدا شده است.
ضمن حفظ حاکمیت ارمنستان بر این سرزمین. این مسیر طبق قوانین ارمنستان اداره خواهد شد و ایالات متحدهٔ آمریکا زمین را برای زیرساخت‌ها و مدیریت تا ۹۹ سال به یک کنسرسیوم اجاره خواهد داد.
این امر تجارت، ترانزیت انرژی و اتصال منطقه‌ای، از جمله خطوط ریلی، خطوط لوله نفت/گاز، کابل‌های فیبر نوری و جاده‌ها را تسهیل خواهد کرد..

### دخالت آمریکا
- ایالات متحده «حقوق توسعه انحصاری» این ‌گذرگاه را به دست آورد و زمین را به کنسرسیومی از شرکت‌های خصوصی برای ساخت و مدیریت اجاره داد.. 
- نه شرکت (از جمله سه اپراتور مستقر در ایالات متحده) پیش از این علاقه خود را به توسعه زیرساخت‌ها ابراز کرده‌اند.

### اهمیت سیاسی

خط لوله جنوبی قفقاز، جمهوری آذربایجان و ترکیه را به هم متصل می‌کند.

- این توافق نفوذ روسیه در قفقاز جنوبی را کاهش می‌دهد، زیرا ارمنستان پس از بازپس‌گیری نظامی قره‌باغ کوهستانی توسط آذربایجان در سال ۲۰۲۳، به سمت مشارکت‌های غربی روی آورده است..  
- این امر روابط اقتصادی و استراتژیک ایالات متحده در منطقه را تقویت می‌کند و در عین حال گروه مینسک سازمان امنیت و همکاری اروپا (یک نهاد میانجیگری به رهبری روسیه که اکنون منسوخ شده تلقی می‌شود) را به حاشیه می‌راند.
با این کار، ایالات متحدهٔ آمریکا، جایگزین روسیه به عنوان میانجی اصلی در منطقه می‌شود.
به گفته سناتور آمریکایی، استیو دینز، این توافق امکان صادرات انرژی و مواد معدنی از منطقه را با دور زدن روسیه و چین فراهم می‌کند.
این ‌گذرگاه به جمهوری آذربایجان اجازه می‌دهد تا یک مسیر حمل و نقل به نخجوان، استان برون‌مرزی خود، ایجاد کند.
یک مقام آمریکایی به آکسیوس گفت که یکی از اهداف ایالات متحده در این پروژه توسعه، کاهش نفوذ ایران و روسیه در منطقه قفقاز جنوبی است. این کریدور به افراد و کالاها این امکان را می‌دهد که بدون عبور از ایران یا روسیه، بین ترکیه و آذربایجان و فراتر از آن، به آسیای مرکزی سفر کنند.
به گفته پاشینیان، این توافق، ارمنستان را از محاصره زمینی توسط آذربایجان و ترکیه «رفع» می‌کند؛ این امر به ارمنستان اجازه می‌دهد تا از طریق راه‌آهن به سایر نقاط جهان متصل شود.

### جنجال نمادسازی
- این ‌گذرگاه که به عنوان یک ژست دیپلماتیک (که گفته می‌شود توسط ارمنستان پیشنهاد شده است) به نام ترامپ نامگذاری شده است، با برندسازی ترامپ به عنوان یک صلح‌طلب جهانی و آرزوهای او برای جایزه صلح نوبل همسو است.
- با این حال، منتقدان، امتیازات حاکمیتی ارمنستان و رهبری اقتدارگرای آذربایجان را زیر سوال می‌برند..

## واکنش‌ها
مثبت
- ارمنستان: به گفتهٔ نخست‌وزیر نیکول پاشینیان، «دالان ترامپ، فرصت‌های اقتصادی استراتژیکی را ایجاد خواهد کرد که مزایای بلندمدتی را به همراه خواهد داشت، سرمایه‌گذاری‌های زیرساختی را ارتقا می‌دهد، ارتباطات منطقه‌ای را تحریک می‌کند و رهبری ایالات متحدهٔ آمریکا را به عنوان یک بازیگر کلیدی در حل مناقشات تقویت می‌کند.»[۲۷]
- جمهوری آذربایجان: به گفتهٔ رئیس‌جمهور الهام علی‌اف، «[این توافق] منجر به صلح خواهد شد - صلحی پایدار، صلحی ابدی در قفقاز.»[۲۸]
- ترکیه: وزارت امور خارجه ترکیه از این توافق استقبال کرد و آن را «یک تحول بسیار مهم در راستای تضمین صلح و ثبات منطقه‌ای» خواند.[۲۹]
- ایالات متحده آمریکا: به گفتهٔ دونالد ترامپ، رئیس‌جمهور آمریکا، این توافق «از نظر اقتصادی به نفع هر سه کشور ما خواهد بود.»[۳۰]
- ایران: به ادعای مسعود پزشکیان، «این کریدور آن چیزی نیست که در خبرها بزرگنمایی شده است و خواسته‌های جمهوری اسلامی ایران در آن رعایت شده است.»[۳۱]

منفی
- ایران: علی‌اکبر ولایتی، مشاور ارشد رهبر ایران، از این پروژه انتقاد کرد و ادعا کرد که هدف آن «قطع ارتباط ایران با قفقاز و اعمال محاصره زمینی بر ایران و روسیه» است.[۳۲] وی افزود: این راهرو به گذرگاهی متعلق به ترامپ تبدیل نخواهد شد، بلکه به گورستانی برای مزدوران ترامپ تبدیل خواهد شد.[۳۳]
- روسیه: وزارت امور خارجه روسیه از این پروژه انتقاد کرد و گفت که این بخشی از تلاش‌های مداوم غرب برای کنار گذاشتن روسیه و ایران است.[۳۴]